# Laçın
Laçın (orm. Լաչին, dawniej Berdzor, orm. Բերձոր) – stolica rejonu Laçın w Azerbejdżanie, do 2023 stolica rejonu Kaszatagh nieuznawanego państwa Republika Górskiego Karabachu.
Po wojnie o Górski Karabach miasto weszło pod kontrolę separatystów ormiańskich i od tego momentu nosi nazwę Berdzor.
Miasto znajduje się na drodze M-12 łączącej Stepanakert z Goris, głównej drodze łączącej Górski Karabach z Armenią. 

## Historia
Około 1600 władze perskie w obszarze położonym między Górskim Karabachem a Zangezur zaczęły osiedlać kurdyjskie plemiona. Na miejscu obecnego miasta niegdyś istniała wioska o nazwie Abdalar lub Abdallar. Wraz z okolicznymi terenami wchodziła ona w skład chanatu karabaskiego, a od 1822 w skład Imperium Rosyjskiego. W 1923 otrzymała ona prawa miejskie i stała się centrum nowo powstałego powiatu kurdystańskiego (zwanego „Czerwonym Kurdystanem”), który oddzielał Armeńską SRR od Nagorno-Karabachskiego Obwodu Autonomicznego. W 1926 miasto uzyskało nową nazwę Laçın, która w języku azerskim znaczy „jastrząb”. Po zlikwidowaniu „Czerwonego Kurdystanu”, w 1930 miasto stało się stolicą nowo utworzonego rejonu Laçın. 18 maja 1992 siły ormiańskie zdobyły miasto, tworząc ważny ormiański korytarz łączący Górski Karabach z Armenią. Pod koniec 1992 siły azerskie próbowały odzyskać miasto, ale z nieudanym skutkiem. Wszyscy zamieszkujący niegdyś miasto Azerowie i Kurdowie opuścili je, a na ich miejsce zaczęli osiedlać się Ormianie pochodzący zarówno z Górskiego Karabachu jak i z Armenii. 2 grudnia 1993 decyzją władz Republiki Górskiego Karabachu Berdzor został stolicą nowo powołanego rejonu Kaszatagh. W 1996, w czwartą rocznicę zdobycia miasta przez Ormian, otwarto muzeum miejskie. W tym samym roku rozpoczęto budowę Kościoła Świętego Zmartwychwstania (Surp Hambarcum), którego uroczyste poświęcenie przez biskupa Pargewa miało miejsce 31 maja 1998.

## Galeria

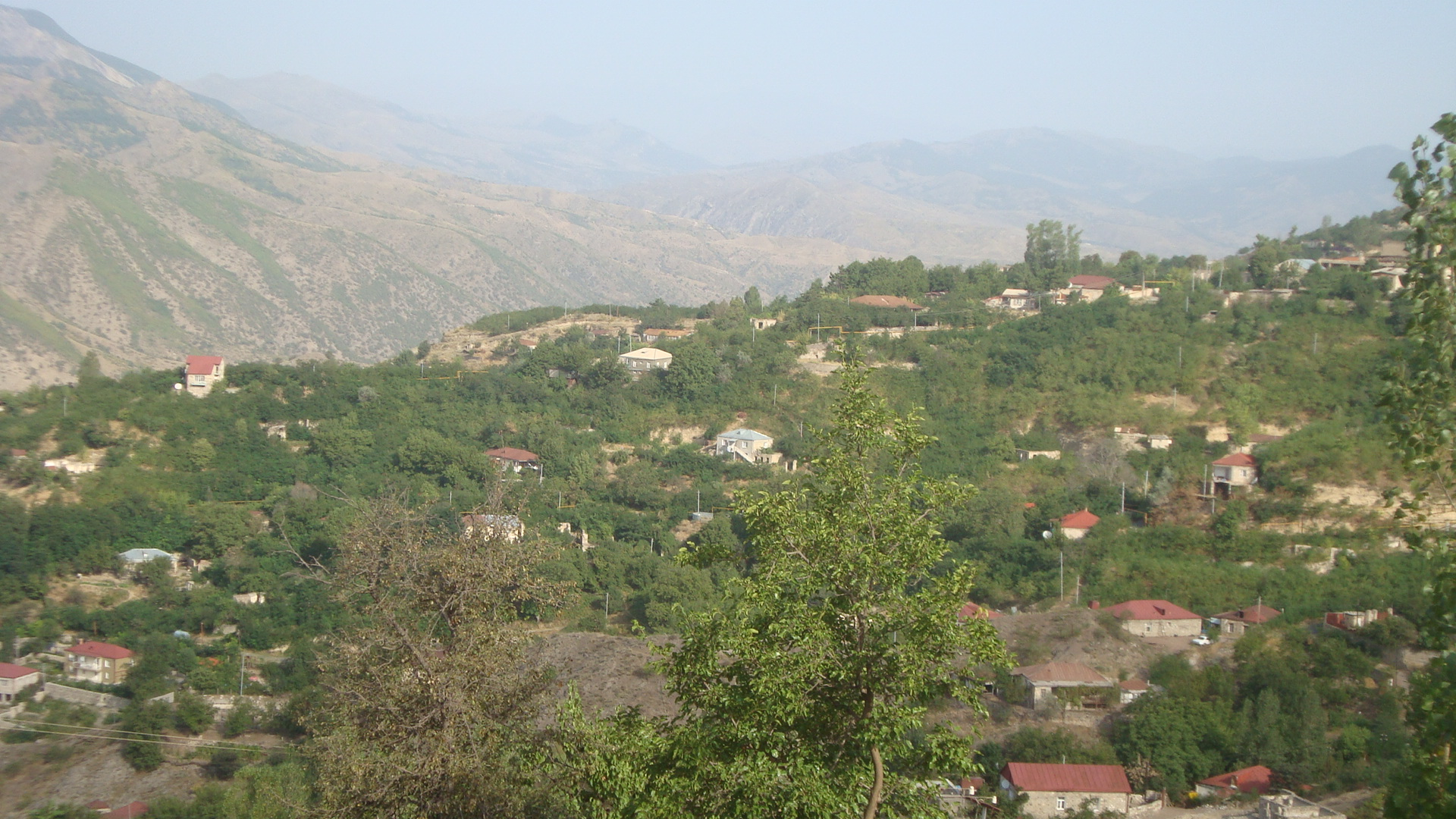
Widok na miasto
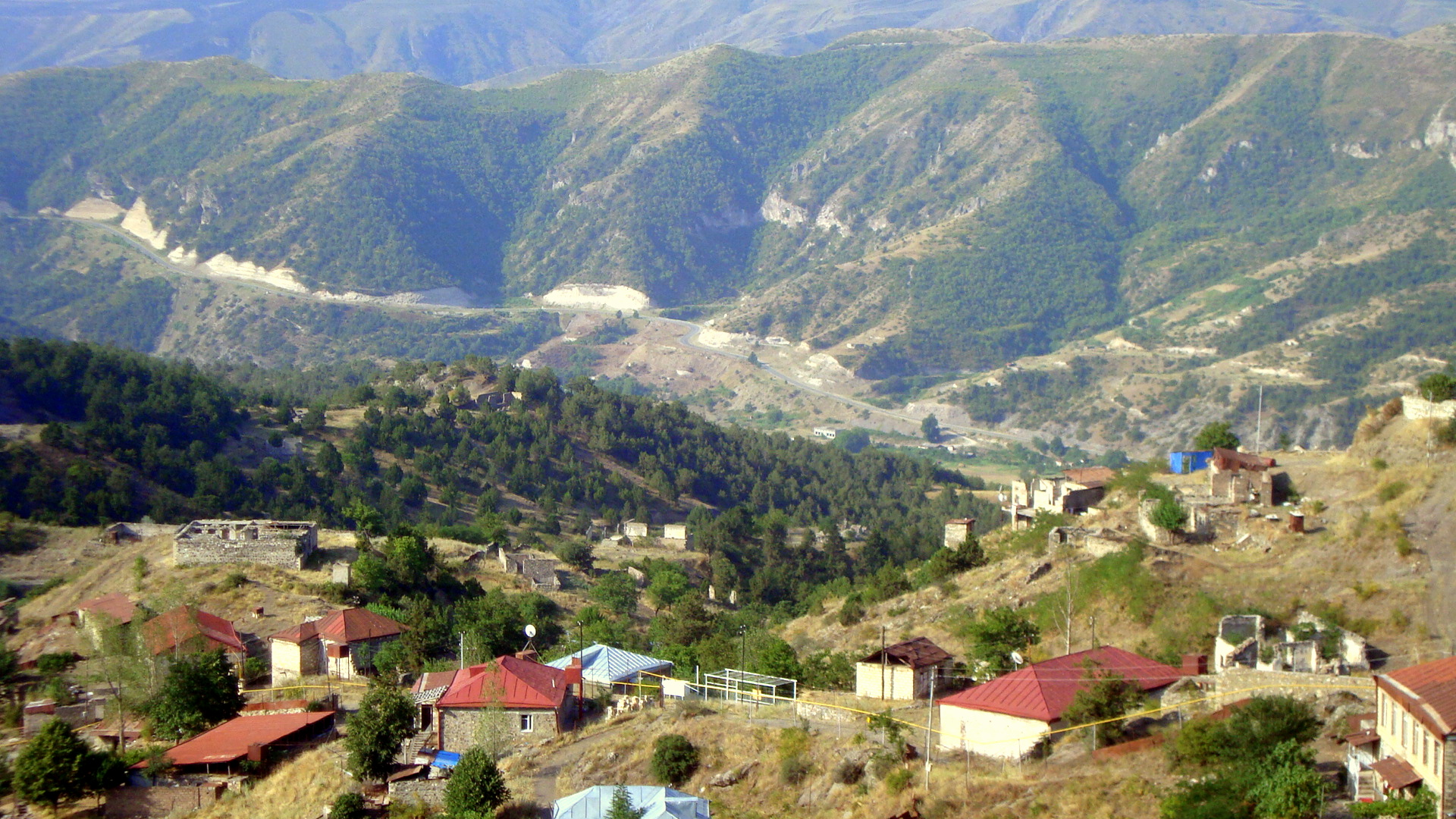
Widok na miasto
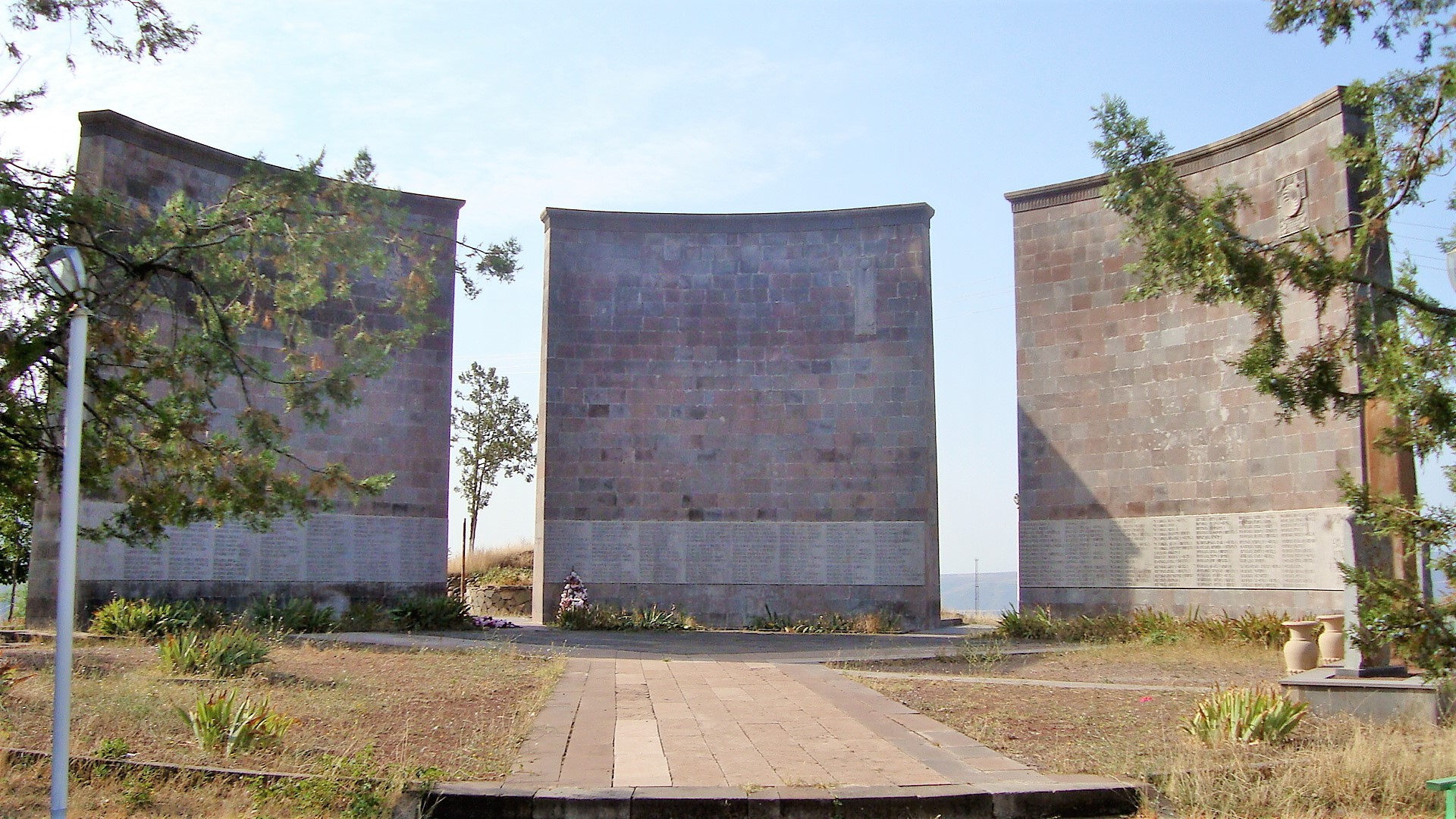
Pomnik poświęcony zwycięstwu w wojnie o Górski Karbach
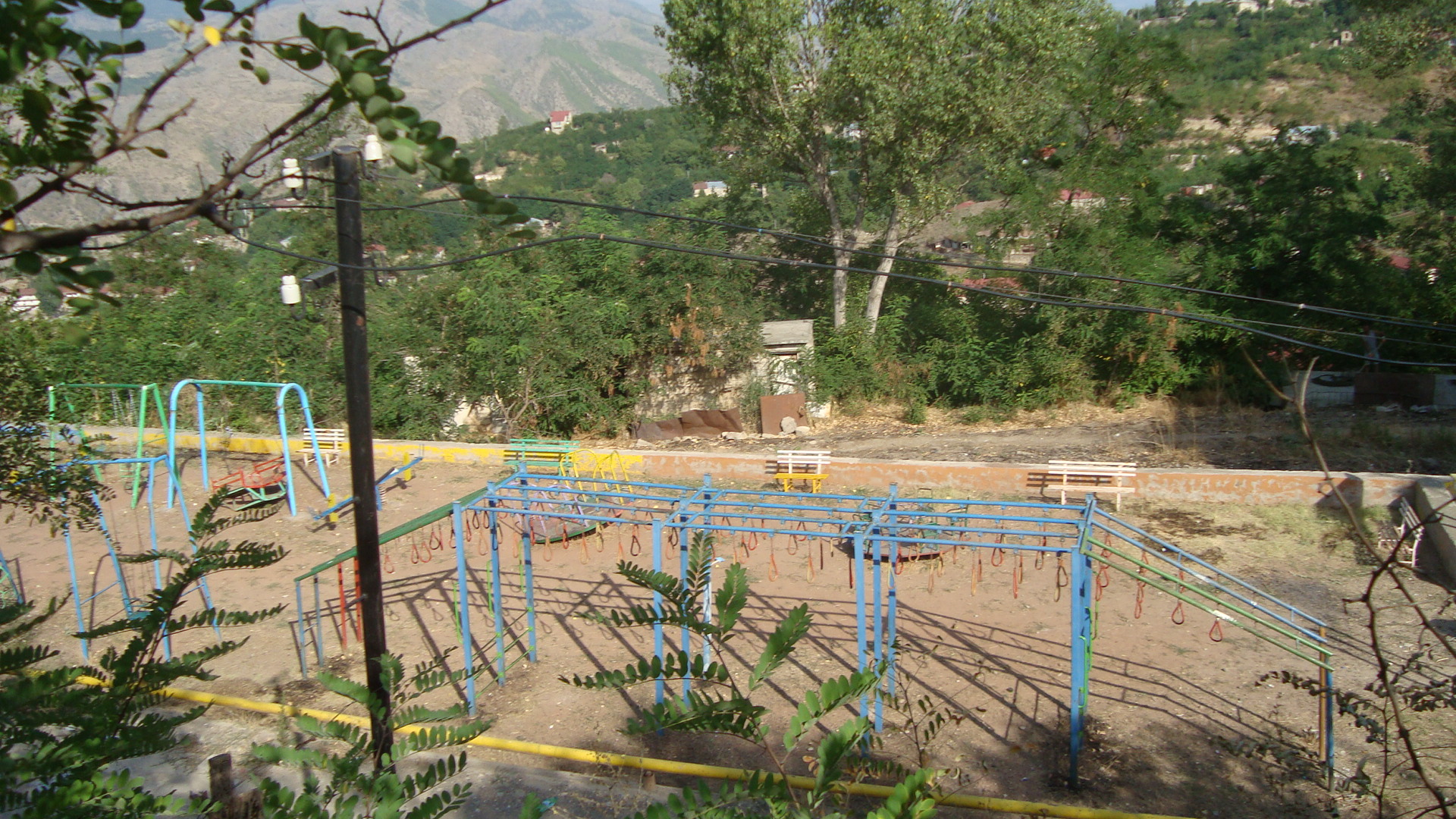
Plac zabaw w mieście
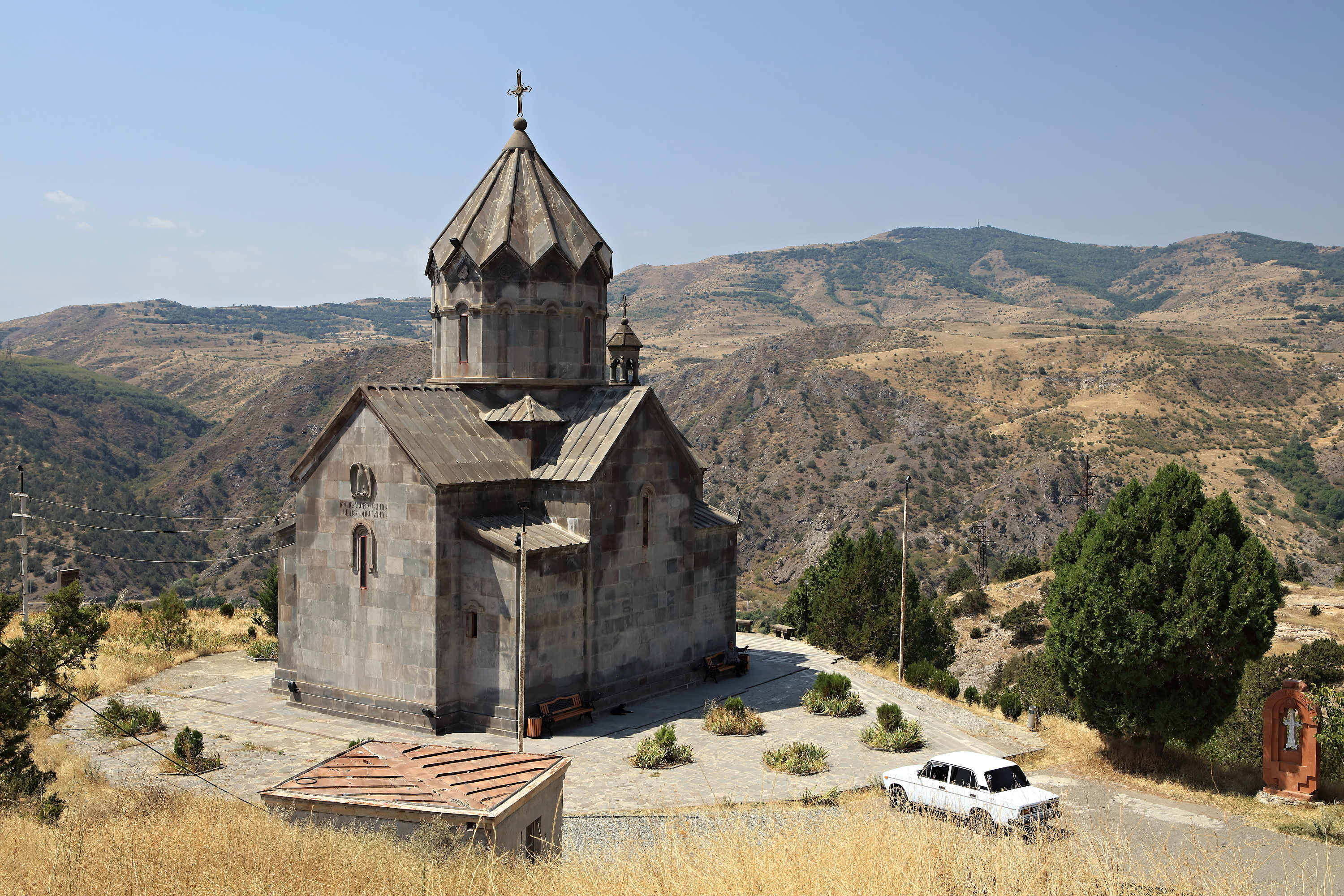
Kościół Wniebowstąpienia Pańskiego, otwarty w 1998 roku

## Klimat
Klimat umiarkowany ciepły. Opady deszczu są znaczące, występują nawet podczas suchych miesięcy. Klasyfikacja klimatu Köppena-Geigera Cfa. Na tym obszarze średnia temperatura wynosi 10,6 °C. W ciągu roku średnie opady wynoszą 556 mm. Najsuchszym miesiącem jest styczeń z opadami na poziomie 22 mm. W maju opady osiągają wartość szczytową ze średnią 97 mm. Różnica w opadach pomiędzy najsuchszym a najbardziej mokrym miesiącem wynosi 75 mm. Najcieplejszym miesiącem w roku jest lipiec ze średnią temperaturą 22,1 °C, z kolei najzimniejszym miesiącem jest styczeń ze średnią temperaturą -0,9 °C. Wahania roczne temperatur wynoszą 23,0 °C.